# Колацин (Великопольське воєводство)
Колацин (пол. Kołacin) — село в Польщі, у гміні Ксьонж-Велькопольський Сьремського повіту Великопольського воєводства.
Населення — 357 осіб (2011).
У 1975-1998 роках село належало до Познанського воєводства.

## Демографія
Демографічна структура станом на 31 березня 2011 року:
|          | Загалом | Допрацездатний вік | Працездатний вік | Постпрацездатний вік |
| -------- | ------- | ------------------ | ---------------- | -------------------- |
| Чоловіки | 173     | 46                 | 117              | 10                   |
| Жінки    | 184     | 51                 | 104              | 29                   |
| Разом    | 357     | 97                 | 221              | 39                   |